# Hadi Khanjanpour

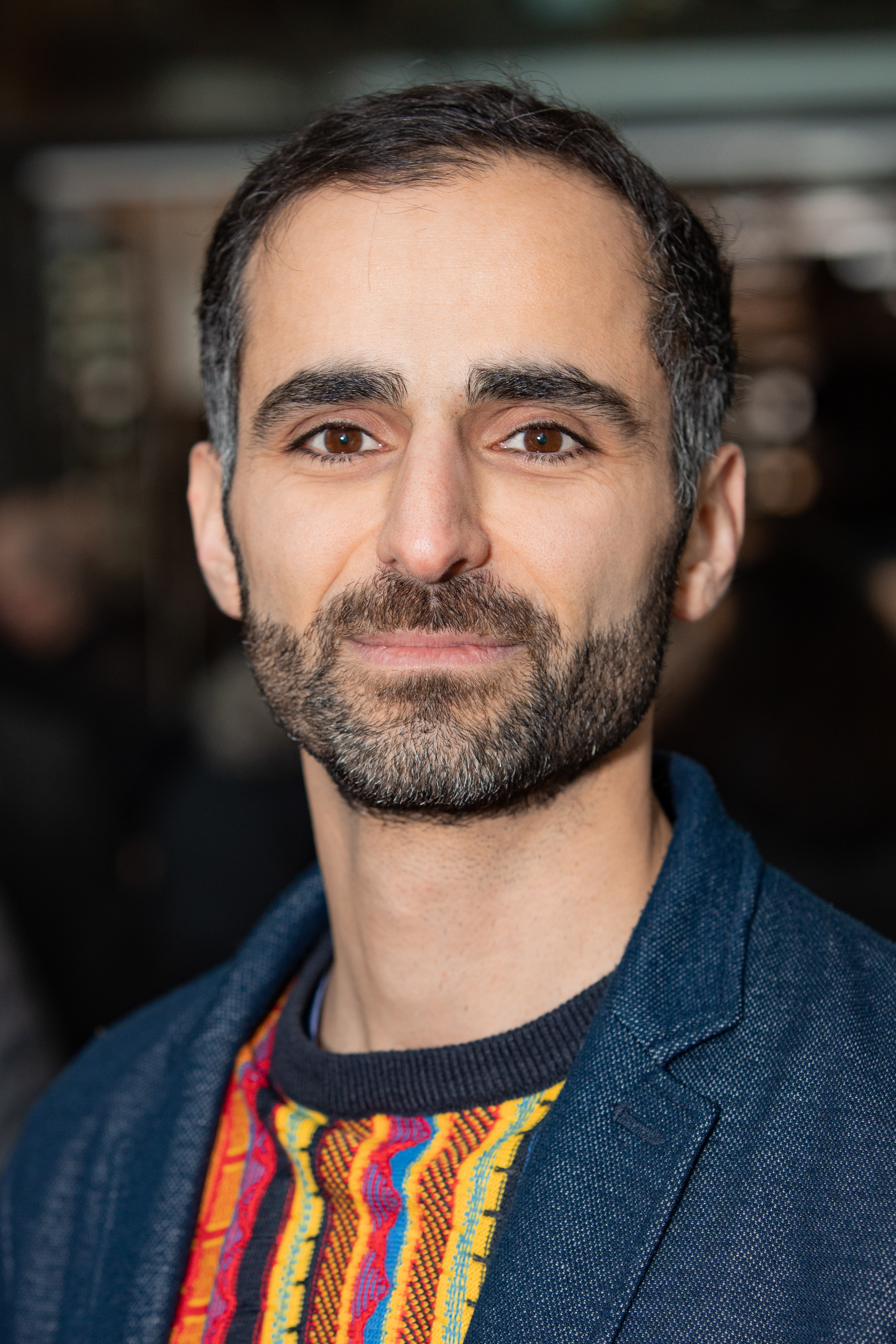
Hadi Khanjanpour

Hadi Khanjanpour (nacido en mayo de 1982 en Teherán) es un actor, director y escritor de origen alemán-iraní. Khanjanpour se ha destacado en el ámbito del teatro y el cine, en diversas producciones. 

## Biografía
Vida Khanjanpour nació en Teherán, Irán. Cuando tenía apenas cinco años, él y su familia huyeron a Alemania debido a la guerra entre Irán e Irak. Vivieron alrededor de 20 años en Offenbach am Main, donde completó su educación secundaria en la Escuela Rudolf-Koch y cumplió su servicio civil. Durante sus estudios en Informática Deportiva, tuvo la oportunidad de participar en un casting teatral por casualidad. Fue seleccionado para el papel principal en la obra "Ehrensache" de Lutz Hübner, dirigida por Alexander Brill. Con esta obra, ganó el premio al mejor talento emergente en las Jornadas Teatrales de Hesse en Marburg en 2009 y el "Premio Günther-Rühle" por su destacada actuación en la "Semana de Jóvenes Actores" en Bensheim en 2010. Desde 2008, actuó en el Teatro de Frankfurt y en el grupo teatral "Theaterperipherie", interpretando varias obras, incluida "La boda de la pequeña burguesía".
En 2009, solicitó ingresar a la Escuela de Teatro en Ludwigsburg y fue aceptado. Comenzó su formación como actor a los 27 años bajo la dirección de Luk Perceval. Durante sus estudios, actuó en diferentes teatros y realizó giras. Su proyecto de estudio "La hora de la verdad", que él mismo escribió y representa en forma de monólogo, fue invitado a varios teatros, escuelas, festivales e instituciones, incluyendo el Encuentro Teatral de Duisburg en 2013, como la única producción independiente, y la JVA Gießen. Con esta obra, ganó el Premio del Público en el 5.º Festival de Teatro Iraní en Heidelberg en 2011 y el segundo premio del público en la Semana de Jóvenes Actores en Bensheim.
En 2013, completó sus estudios en la Academia de Artes Escénicas de Baden-Württemberg.

## Cine
Como actor de cine Durante sus estudios de actuación, Khanjanpour participó en varios cortometrajes de la Academia de Cine de Ludwigsburg, incluyendo el cortometraje de graduación "Porn Punk Poetry" dirigido por Maurice Hübner. Esta película ganó varios premios, incluido el premio al mejor cortometraje en el 18.º Premio al Talento Joven de Studio Hamburg. En 2013, hizo su primera aparición en televisión en "Ein starkes Team – Die Frau im roten Kleid", dirigida por Thorsten Näter. Posteriormente, participó en más roles en televisión y cortometrajes, dirigidos por Kai Wessel y Niki Stein de Kamienski, entre otros. En 2012, tuvo su primer papel secundario en la coproducción cinematográfica germano-turca "Labirent", dirigida por Tolga Örnek y protagonizada por Numan Acar y Meltem Cumbul.
En 2016, hizo su primera aparición en el famoso programa de televisión alemán "Tatort" en el episodio "Böser Boden", dirigido por Sabine Bernardi. Además, interpretó a Omar en el episodio 1055 de "Tatort", titulado "Ich töte niemand", del dúo de detectives de Franconia, Voss y Ringelhahn.
En la producción internacional de series "Bad Banks" del ZDF y Arte, bajo la dirección de Christian Schwochow, Khanjanpour asumió el papel del contador Mohamed/Momo en 2018, y también formó parte de la segunda temporada (dirigida por Christian Zübert), que se estrenó en la primavera de 2020.
En la película "Die defekte Katze" de Susan Gordanshekan, Khanjanpour interpretó su primer papel protagónico junto a Pegah Ferydoni. La película se estrenó en la 68.ª Berlinale en 2018 y compitió en la sección "Perspektive Deutsches Kino". En esta película, Khanjanpour interpreta a Kian, un médico criado en Alemania que se casa con una mujer iraní de forma tradicional, narrando su intento de llevar una vida en común en Alemania.
En la miniserie "La hija perdida (AT)" producida por X-Filme y dirigida por Kai Wessel, Khanjanpour asumió el papel recurrente del Comisario Mehmet Eren.
En la película "Zoros Solo" dirigida por Martin Busker, interpreta al padre de Zoro, "Zamir". El estreno de la película tuvo lugar el 15 de junio de 2019 en el Festival Internacional de Cine de Emden-Norderney, donde ganó el premio principal del festival, el Premio Bernhard-Wicki en Oro, así como el Premio NDR a la Nueva Generación. En los Premios de Cine de Baviera 2019, los guionistas Fabian Hebestreit y Martin Busker fueron galardonados el 17 de enero de 2020 por el mejor guion.
Su próxima actuación protagónica en cine fue en "Stille Post (AT)", producida por Chromosom Film y Das Kleine Fernsehspiel, bajo la dirección de Florian Hoffmann.
En la producción cinematográfica británica "The Lair" dirigida por Neil Marshall, Khanjanpour forma parte del elenco junto a Jamie Bamber, Jonathan Howard y Leon Ockenden.
En la serie israelí-estadounidense "Tehran", galardonada con un Emmy y producida para el servicio de streaming Apple TV+, Khanjanpour interpretó un papel en la segunda temporada junto a Glenn Close, Shaun Toub y Niv Sultan en 2021.
En la película de Guy Ritchie "The Interpreter", Khanjanpour actúa junto a Jake Gyllenhaal, Antony Starr, Dar Salim y Alexander Ludwig.

## Director y escritor
Después de completar sus estudios, comenzó a escribir y dirigir obras además de su trabajo como actor. Sus obras fueron invitadas a giras y festivales. Con su primera obra "KameLions", ganó el Premio del Jurado de los Días de Teatro de Hesse en Wiesbaden en 2015. Durante la temporada teatral 2014/15, colaboró con Ute Bansemir en el equipo de dirección del grupo "Theaterperipherie" en Frankfurt, donde desde entonces ha trabajado como director, escritor, educador teatral y actor.
En 2015, Khanjanpour dirigió su primera película, el piloto de la serie "Dr. Ilegal", producida por UFA Fiction y la Academia de Cine de Baden-Württemberg. La película tuvo éxito en festivales de todo el mundo, ganando el Premio Europeo Civis Medien 2015 en Bruselas y el Premio al Mejor Director en el Festival Internacional Jaipur en India en 2016. Se emitió en televisión en Arte dentro del programa "Kurzschluss". La película recibió la calificación de "Valiosa" de la "Asociación Alemana de Evaluación de Cine y Medios.
En 2015, recibió financiamiento para el guion de su proyecto cinematográfico "Ein neues Stück Vergangenheit" del Ministerio de Ciencia y Arte de Hesse y de la Filmförderung de la Radiodifusión de Hesse.
En el Festival de Cine de Düsseldorf de 2018, fue miembro del jurado junto a Hape Kerkeling, Wieland Speck, Judith Keilbach y Friedrike Hansen.
Desde el semestre de invierno de 2020/21, enseña actuación en el Mozarteum de Salzburgo.
Desde 2022, es miembro del jurado de la "HessenFilm", la fundación de cine de Hesse, en la categoría de "Nuevos Talentos".

## Filmografía
- 2011: Lena Fauch und die Tochter des Amokläufers
- 2011: Gegenwind
- 2012: Labyrinth (Kinofilm)
- 2012: Jonny
- 2013: Ein starkes Team – Die Frau im roten Kleid
- 2013: Die Welt da draußen
- 2013: Porn Punk Poetry
- 2013: Der kleinste Mensch der Welt
- 2014: Homunculus (aka Neurosis)
- 2015: In Limbo
- 2015: Droge. Macht.
- 2015: Radikal
- 2016: Tatort – Böser Boden
- 2016: In Ayahs Augen
- 2016: Big Manni
- 2016: Maman und das Meer
- 2016: Die Herberge
- 2016–2017, 2019: Bad Banks
- 2018: Die defekte Katze
- 2018: Tatort – Ich töte niemand
- 2018: Die verlorene Tochter
- 2018: Die Agentin (Kinofilm)
- 2018: Die Kanzlei
- 2018: Rubberneck
- 2019: Zoros Solo (Kinofilm)
- 2019: Letzte Spur Berlin
- 2019: Das Institut – Oase des Scheiterns
- 2019: Bonusfamilie
- 2019: Futur Drei / No Hard Feelings
- 2019: Blutige Anfänger
- 2020: Atomen/Reigen
- 2020: Quarantime
- 2020: Ethno
- 2020: Die verlorene Tochter
- 2020: Stille Post (Kinofilm)
- 2020: Notruf Hafenkante (Fernsehserie, Folge Entgleisung)
- 2020: Liebe verjährt nicht
- 2020: In aller Freundschaft (Fernsehserie, Folge Zwischen Leben und Tod)
- 2020: Sweet Disaster
- 2020: Die Bildkriegerin
- 2020: Wurzeln und Flügeln (AT)
- 2021: The Lair
- 2021: Teheran (Tehran, Fernsehserie, 1 Folge)
- 2022: Tatort – Ein Freund, ein guter Freund
- 2022: The Interpreter
- 2022: Fritzie – Der Himmel muss warten (Fernsehserie, Folge Risiken und Nebenwirkungen)
- 2022: Der Überfall (Fernsehreihe)
- 2023: SOKO Potsdam (Fernsehserie, Folge Hinter der Fassade)
- 2024: SOKO Leipzig (Fernsehserie, Folge In Obhut)

## Teatro
- 2008–2009: Kleiner Mann, was nun? Schauspiel Frankfurt
- 2009: Orestie. Akademie für Darstellende Kunst Baden-Württemberg
- 2009–2010: Die Kleinbürgerhochzeit. Schauspiel Frankfurt
- 2009–2011: Leyla & Medschnun. Theaterperipherie Frankfurt
- 2009–2014: Ehrensache. Theaterperipherie Frankfurt und diverse Gastspiele europaweit
- 2010: Mrs. Scatterbrain und Ganesh. Theater Basel und Theater der jungen Welt Leipzig
- 2010: Performing Body. Akademie für Darstellende Kunst Baden-Württemberg
- 2010: Wie es euch gefällt. Akademie für Darstellende Kunst Baden-Württemberg
- 2011: Ich erfand Karl May. Schlossfestspiele Ludwigsburg
- 2011–2013, Ehrensache. Theater Hagen
- 2012: Hans & Grete. Akademie für Darstellende Kunst Baden-Württemberg
- 2012: Wir wenig Lebende. Akademie für Darstellende Kunst Baden-Württemberg
- 2012: The Brunch Bunch. Akademie für Darstellende Kunst Baden-Württemberg
- 2013–2014: Emilia Galotti. Theater Heidelberg
- 2013–2014: Candide. Theaterperipherie Frankfurt
- 2015–2018: Ich rufe meine Brüder. Theaterperipherie Frankfurt
- 2016: Monsieur Ibrahim und die Blumen des Koran. Theaterperipherie Frankfurt
- 2016–2019: La Haine. Landungsbrücken Frankfurt und diverse Gastspiele
- 2018: Asyl-Dialoge. Bühne für Menschenrechte Heimathafen Neukölln – Berlin

## Premios

### Actuación
- 2009: Mejor interpretación actoral, Premio Jóvenes Talentos, Jornadas de Teatro de Hesse por “A Matter of Honor”
- 2010: Premio Günther Rühle, “Semana de Jóvenes Actores” Bensheim por “Una cuestión de honor”
- 2011: Premio del Público, V Festival de Teatro Iraní de Heidelberg por “La hora de la verdad”
- 2015: 2.º Premio del Público, Semana de Jóvenes Actores Bensheim por “La hora de la verdad”
- 2017: Tres premios, Festival Les Enfants Terribles Belgien für "In Ayahs Augen"
- 2017: Premio principal, Jornadas de Teatro de Hesse por “Hass”
- 2022: Mejor actor, Atención Festival de Berlín por “Stille Post”

### Como director
- Dr. Ilegal. (cortometraje)
- Mejor director: Festival Internacional de Cine de Jaipur
- Mejor ficción: Gira Internacional del Festival de Cine
- Premio Civis Europe Media: Fundación Civis Media
- Mejor escritor de drama: SeriesFest Denver
- Trampolín. Premio del Público Festival de Cortometrajes de Landshut
- Premio Ginko: VII Concurso Creativo Internacional
- Premio Golden Eagle para estudiantes, jóvenes y medios de comunicación: 59.º Premio Cine Golden Eagle Washington
- KameLions (Teatro)
- Premio del Jurado, Jornadas de Teatro de Hesse 2015